# MyOcean
« MyOcean » est un projet subventionné par la Commission européenne dans le cadre du 7e PCRD, dont l’objectif est la définition et la mise en place d’une capacité européenne intégrée pour la Surveillance, l’Analyse et la Prédiction des Océans, en support aux activités telles que : Sécurité Maritime, Pollution par Hydrocarbure, Gestion des Ressources Marines, Changement Climatique, Prévision Saisonnière, Aménagement du Littoral, Surveillance des Glaces, Suivi des Écosystèmes…

## Objectifs
L’objectif de « MyOcean » est la mise en place (définition, conception, développement et validation) d’une Capacité Européenne intégrée pour la surveillance, l'analyse et la prédiction des Océans, en s’appuyant sur l’ensemble des compétences et moyens existants au niveau national.
A l’heure actuelle, chaque état membre dispose de capacités propres en océanographie, à l’échelle globale ou régionale, mais les organisations, les procédures et les niveaux d’opérationnalité sont extrêmement variables d’un état à l’autre. En Grande-Bretagne, c’est un département spécifique du UK Met Office qui est chargé de l’océanographie opérationnelle, avec des procédures issues de la météo et un niveau d’opérationnalité (et d’engagement) élevé, tandis qu’en Italie c’est l’institut de recherche en géophysique (INGV) qui abrite le centre d’océanographie opérationnelle... Pour la région Baltique, plusieurs organismes disposent de capacités redondantes, tandis qu’en France elles sont mutualisées et regroupées au sein d’un même GIP…
Les challenges que « MyOcean » devra relever seront :
- d’éviter les duplications de moyens
- de rendre tous les sous-systèmes européens interopérables
- de définir et de faire appliquer les mêmes procédures (standards, normes de qualité) de développement et de qualification opérationnelle à chaque (sous-)systèmes
- de définir une architecture et une organisation qui mette toutes ces capacités (compétences et moyens) en ordre de marche de façon intégrée
- de prouver que cette organisation est fiable, robuste, durable et répond aux exigences de qualité de service imposées par l’Europe.

Bien que le cadre budgétaire de « My Ocean » (7e PCRD) soit étiqueté « Recherche », la priorité n’est pas de faire avancer la science dans le domaine de l’océanographie opérationnelle, même si cet aspect est bien pris en compte. Il s’agit surtout de développer un Système de Systèmes (au sens industriel) et de le qualifier opérationnellement selon les standards et les normes de qualité européennes, jusqu’à la qualification de Service.

## Contexte
L’Europe[pas clair], en tant que « grande puissance » a décidé la mise en place de « Services Publics Européens » avec le double objectif suivant :
- assurer la santé, le bien-être et la sécurité des citoyens européens
- favoriser le développement des activités économiques situées en aval de ces services (tout en renforçant le savoir-faire et le niveau de compétences techniques européen)

Ces « Services » s’inscrivent dans le cadre du programme GMES (Global Monitoring for Environment and Security). Ils utilisent en entrée aussi bien des données spatiales que des mesures in-situ.
À terme (2011, 2014 ?), ces services devraient être financés par une ligne budgétaire dédiée dite « opérationnelle ». Pour l’instant, la définition et la mise en place des trois Services considérés comme les plus matures et prioritaires (services précurseurs  ou « Fast Track Services » tels que définis par la commission en 2005) est confiée à des projets financés dans le cadre du 7e PCRD (1er Call).
Il s’agit de (le nom du ou des coordinateur(s) est indiqué entre parenthèses) :
- SAFER (Infoterra France) pour le « Emergency Response Core Service »
- Geoland-2 (Infoterra Gmbh & Medias France) pour le « Land Monitoring Core Service »
- MyOcean (Mercator Ocean) pour le « Marine Core Service »

Deux « Services Pilote » viennent compléter cette liste :
- G-Mosaic (Télespazio) pour la Sécurité
- MACC (ECMWF) pour l’Atmosphère

Une ligne budgétaire européenne opérationnelle de 3 M€ par an est déjà mise en place pour le financement des activités en support à la gestion des risques (rappid mapping).
L’Agence spatiale européenne (ASE) est chargée de l’approvisionnement et de la fourniture des données spatiales nécessaires en entrée de ces Services.
L’ASE est en outre chargée d’assurer la cohérence et la continuité des missions spatiales étiquetées GMES dont font partie Envisat et les « Sentinelles » européennes, mais aussi les missions nationales telles que Jason, TerraSAR, Spot, Cosmo-SkyMed, Pléiades…
Le projet, d'une durée de 3 ans (2009 - 2011) s’inscrit dans la continuité du projet MERSEA (FP6 : phase de mise en œuvre du système : 2004-2008), mais intègre aussi certaines lignes de service développées dans le cadre des projets GSE de l’ASE (GMES Service Éléments), en particulier MarCoast et polarview.

## Chiffres
« My Ocean » est un consortium de 60 partenaires répartis dans 28 pays (les 22 États de l’Europe des 27 qui ont une façade maritime, auxquels viennent s'ajouter la Norvège, la Russie, l’Ukraine, le Maroc, Israël et le Canada). 
Deux entités européennes (JRC et ECMWF) sont également partenaires de « My Ocean », tandis que l’EEA (agence européenne de l’environnement) et l’Agence européenne de sécurité maritime (AESM) seront représentées au Board.
NB : Dans l’Europe des 27, les 5 pays suivants n’ont pas de façade maritime et ne sont pas dans MyOcean : Luxembourg, Autriche, Hongrie, République tchèque et Slovaquie
Le budget total est de 55 M€, dont 33,8 M€ de financement européen (soit 61 % du budget total), sur une durée de 36 mois. 
Ce budget représente essentiellement du coût de personnel (83,5 %), le deuxième poste étant les frais de missions (7,3 % du budget total). Le coût du management (et de la communication externe) représente 4,1 % du budget total. Enfin, les frais d’équipement ne représentent que 3 %.
La charge de travail totale représente l’équivalent de 190 personnes à plein temps, mais en pratique, plus de 350 personnes sont impliquées dans le projet.

## Organisation
Le management d’un projet d’une telle ampleur nécessite une solide organisation. Il a été décidé de choisir une structuration matricielle : le projet est découpé en 18 Work Packages, dont 12 sont dits « Verticaux » (les Centres de Production) et 6 sont « Transverses » (fonctions centralisées).
Cette organisation convient au management d’un projet de type PCRD mais peut servir de base à la constitution d’un consortium qui aurait pour mission de piloter le Marine Core Service de façon opérationnelle et durable.
1- Les Centres de Production de type TAC (Thematic Assembly Centers) :
Ils sont chargés de rassembler des mesures ou des observations, qu’elles soient satellitales ou in-situ, de les calibrer, de les valider, de les mettre en forme, de les archiver et de les distribuer. Les TAC sont au nombre de 5 (WP Leader indiqué entre parenthèses) : 
- Sea Level TAC (CLS)
- Ocean Color TAC (CNR)
- Sea Surface Temperature (Météo France)
- Sea Ice and Wind TAC (met.no)
- In Situ TAC (Ifremer)

2- Les Centres de Production de type MFC (Monitoring and Forecasting Centers) :
Ils correspondent aux 6 « bassins » européens, plus l’Océan Global. Ils permettent, par l’assimilation de données d’observation dans des Modèles 3D, de prédire l’état de l’Océan (ou de dire quel était l’état de l’Océan entre deux observations).
Ils sont au nombre de 7 : 
- Global MFC (Mercator Ocean)
- Arctic MFC (NERSC)
- Baltic MFC (DMI)
- North West Shelves MFC (UK Met Office)
- Iberian, Biscay, Ireland MFC (Mercator Ocean)
- Med MFC (INGV)
- Black Sea MFC (MHI)

3- Les Fonctions Centralisées ou Transverses :
- WP 1  (Mercator Ocean): Management du projet, Gestion, Coordination
- WP 2 (CLS) : Central Engineering, à la fois en support aux Centres de Production et au management (définition et fourniture des méthodologies, architecture, standards communs, plan de développement et qualification opérationnelle) et en supervision de la production (supervision des opérations, contrôle qualité de la production, Système d’Information…)
- WP3 (CNRS) : Central R&D
- WP16 (UK Met Office): Central Desk (Service provision)
- WP 17 (Mercator Ocean) : Service Definition (Portfolio, SLA…)
- WP 18 (HCMR) : User Requirement (URD)

4- La Gouvernance de « My Ocean » :
L’organisation du projet repose sur une articulation entre le niveau exécutif (Executive Committee) et le niveau stratégique (Board).
Le rôle du « Governing Body » est de prendre les décisions de haut niveau qui infléchissent la stratégie du projet, les grandes orientations, le budget ou la composition du consortium.
Il est constitué d’un « Board » où sont représentés :
- des experts Senior représentant les principaux partenaires (INGV, Met Office, NERSC, DMI, Ifremer, CLS et Mercator-Ocean)

- les Chairmen des Advisory Bodies (Core User Group et Scientific Advisory Committee)

- des représentants des parties prenantes européennes (EEA, EMSA…)

Le Board et le Governing Body sont présidés par le Coordinateur du Projet : Pierre Bahurel.
Le rôle de l’ « Executive Committee » est de piloter le projet au jour le jour, pour la coordination techniques et scientifiques, et pour les aspects financiers et de communication.
Il est constitué :
- d’un « Project Management Office » (PMO) regroupant :

- un Chef de Projet
- un responsable Administratif et Financier
- un Responsable Scientifique et Technique (Modèles, Assimilation, R&D, CalVal…)
- un Responsable Système (Plan de développement, Planning, Revues de Qualification)
- un Responsable de la Production et de la Qualité du Service (dont retour des utilisateurs)
- un Responsable de la Communication
- de l’ensemble des WP Leaders représentant :

- les 12 Centres de Production
- les 5 Work Packages transverses
- le responsable du QuARG : Quality Assurance Review Group
- le responsable du SCAMG : System Configuration and Change Management Group
Les responsables du QuARG et du SCAMG sont rattachés au WP 2 (Central Engineering).
L’Executive Committee et le PMO sont dirigés par le chef de projet : Frédéric Adragna.